# Marco Amelow
Marco Amelow (* 17. Juli 1974) ist ein deutscher Basketballtrainer.

## Laufbahn
Amelow, der aus der Nähe von Berlin stammt und selbst nie Basketball, sondern Handball spielte, war ab 1996 Jugendtrainer beim BBC Bayreuth und wurde Assistent von Cheftrainer Bruce Enns. Als der Kanadier im Februar 2003 seinen Rücktritt einreichte, übernahm Amelow das Amt beim Zweitligisten und hatte diesen Posten bis Februar 2008 inne, als er zurücktrat.
Zur Saison 2008/09 wurde er Cheftrainer beim luxemburgischen Erstligisten AB Contern und führte die Mannschaft in seinem ersten Amtsjahr zum Gewinn des Meistertitels. Vom Internetportal eurobasket.com wurde er daraufhin als „Trainer des Jahres“ der luxemburgischen Liga ausgezeichnet. Im Februar 2010 wurde er in Contern entlassen. Zuvor hatte es in der Liga drei Niederlagen in Folge gegeben und die Mannschaft war im Pokalhalbfinale ausgeschieden. Nach Amelows Darstellung hatte Conterns Manager unter anderem ohne vorherige Abstimmung Spielertransfers getätigt.
Am Jahresende 2011 wurde Amelow von den Saar-Pfalz Braves aus der 2. Bundesliga ProA als Cheftrainer eingestellt. Nach der Saison 2011/12 zog sich die Mannschaft aus der Liga zurück und Amelow kehrte dem Profisport den Rücken.
Zur Saison 2015/16 übernahm er das Traineramt beim BBC Eckersdorf (damals Bezirksoberliga). Zusätzlich zu seinem Engagement beim BBC Eckersdorf wurde er im Herbst 2014 als Trainer des Betriebssportmannschaft der Firma Cybex in Bayreuth tätig. Später wurde Amelow Trainer im Jugendleistungsbereich des BBC Bayreuth.